# Kothapalli Jayashankar
Kothapalli Jayashankar popularmente conocido como Profesor Jayashankar (6 de agosto de 1934 - 21 de junio de 2011) fue un político y académico de India. Fue el ideólogo del partido TRS. Ha estado peleando por un estado independiente desde 1952.

## Primeros años
Nació en Akkampet, Atmakur, Warangal, Telangana. Hizo su maestría en Economía en la Universidad Hindú de Benarés, maestría en Economía en la Universidad de Aligarh y doctorado en Economía en la Universidad de Osmania.